# Republika Weimarska
Republika Weimarska (niem. Weimarer Republik), oficjalnie Rzesza Niemiecka (niem. Deutsches Reich), również Republika Niemiecka (niem. Deutsche Republik) – okres w dziejach państwa niemieckiego obejmujący lata 1918–1933. Państwo federalne, demokratyczne, z mieszaną prezydencko-parlamentarną formą rządów, ze stolicą w Berlinie.
Potoczna i najbardziej rozpowszechniona nazwa w historiografii tego państwa pochodzi od miasta Weimar, w którym obradowało zgromadzenie narodowe, uchwalające konstytucję. Na powstanie republiki bezpośredni wpływ miała klęska Cesarstwa Niemieckiego w I wojnie światowej. Faktycznym końcem republiki był wydany 28 lutego 1933 przez prezydenta Rzeszy Paula von Hindenburga po pożarze Reichstagu dekret „O ochronie narodu i państwa” (niem. Verordnung zum Schutz von Volk und Staat), który na tydzień przed przedterminowymi wyborami do Reichstagu zawieszał „czasowo” podstawowe prawa obywatelskie zawarte w konstytucji weimarskiej. Od publikacji tego dekretu, sukcesywnie przedłużanego w następnych latach aż po rok 1945, Niemcy stały się „państwem stanu wyjątkowego” – III Rzeszą. 23 marca 1933, przy absencji aresztowanych posłów komunistycznych i socjaldemokratycznych, Reichstag przyjął większością konstytucyjną „Ustawę o pełnomocnictwach” (niem. Ermächtigungsgesetz), oznaczającą w praktyce przekazanie pełni władzy Adolfowi Hitlerowi, gdyż ta ustawa konstytucyjna pozwalała rządowi Hitlera na uchwalanie ustaw bez względu na brzmienie Konstytucji i bez konieczności uzyskiwania każdorazowej zgody Reichstagu. Ograniczenia były czysto formalne (zakaz likwidowania instytucji Reichstagu, Rady Rzeszy, rządu i prezydenta) i wkrótce zlekceważone: Radę Rzeszy rozwiązano 14 lutego 1934, wkrótce po ustawie „O przebudowie Rzeszy” (niem. Gesetz über den Neuaufbau des Reichs) z 30 stycznia 1934, która zniosła federacyjny ustrój terytorialny państwa, likwidując odrębność ustrojową krajów związkowych Rzeszy i przekształcając je w zwykłe jednostki administracyjne państwa unitarnego, a po śmierci Hindenburga 2 sierpnia tego roku, na mocy uchwalonej dzień wcześniej ustawy, połączono urzędy prezydenta i kanclerza w specjalnie utworzony dla Hitlera urząd wodza i kanclerza Rzeszy (niem. Der Führer und Reichskanzler). Konstytucja weimarska nie została jednak formalnie uchylona do 1949 r.

## Nazwa
W latach 1918–1933 żadna z nazw na określenie nowo powstałej republiki nie uzyskała powszechnej akceptacji, w związku z czym oficjalną nazwą państwa pozostała Rzesza Niemiecka (niem. Deutsches Reich). Nazwa ta nie była jednak powszechnie używana przez żadną ze stron dyskursu politycznego w tym okresie. Odrzucała ją niemiecka prawica, nie widząc sensu w używaniu tradycyjnej, kojarzącej się z monarchią nazwy Rzesza na określenie demokratycznej republiki. Katolicka Partia Centrum najczęściej określała państwo jako Niemiecka Republika Ludowa (niem. Deutscher Volksstaat), zaś socjaldemokraci z SPD preferowali nazwę Republika Niemiecka (niem. Deutsche Republik). W latach 20. to właśnie ta ostatnia nazwa była najpowszechniej używana przez niemieckie społeczeństwo. Dla prawicy słowo republika było jednak symbolem upokorzenia narodowego po upadku monarchii cesarza Wilhelma oraz, w jej mniemaniu, utworzenia struktury państwowej narzuconej przez obce siły.
Najbardziej rozpowszechnione w historiografii określenie tego państwa – Republika Weimarska (niem. Weimarer Republik) – zostało ukute przez Adolfa Hitlera. W ustach nazistów nazwa ta miała wyraźnie negatywne nacechowanie. Pierwsze publiczne użycie tego terminu miało miejsce 24 lutego 1929 roku w Monachium na wiecu partii nazistowskiej. Następnie coraz częściej zaczął się on pojawiać w niemieckiej prasie. Jednak dopiero w latach 30. stał się on dominującym określeniem tego państwa, używanym zarówno w Niemczech, jak i za granicą.

## Charakterystyka
Okres Republiki Weimarskiej (1919–1933) zajmuje większą część niemieckiego okresu międzywojennego. Republika była od czasu rewolucji marcowej w 1848 r. drugą i bardziej udaną próbą wprowadzenia w Niemczech liberalnej demokracji w stylu zachodnim. Istnienie republiki zakończyło się z chwilą przejęcia władzy przez NSDAP, które doprowadziło do powstania dyktatury totalitarnej. Już współcześnie ukute określenie nowego państwa jako „republiki bez republikanów” jest tylko częściowo prawdziwe, niemniej wskazuje na istotny problem strukturalny: brak konstytucyjnego konsensusu, który łączyłby całe polityczne spektrum od prawicy po lewicę.
Większość partii przejęła swoją orientację ideologiczną od swych poprzedników z czasów Cesarstwa Niemieckiego i reprezentowała interesy swojej klienteli – także w tych przypadkach (wyjąwszy SPD (Socjaldemokratyczną Partię Niemiec) i Partię Centrum), gdy nie było formalnej ciągłości między poprzednikami a ich spadkobiercami.
Partykularyzmem określa się negatywne rozdrobnienie sił i interesów grup, takich jak ruchy związkowe czy katolickie. Do 1930 istniało sześć głównych grup opinii publicznej: socjaldemokraci, komuniści, katolicy, lewica liberalna (demokraci), prawica liberalna (Volkspartei) i konserwatyści protestanccy (Deutschnationale).
Parlamentarny system rządów oraz proporcjonalna ordynacja wyborcza wymagały jednak zdolności do przejmowania odpowiedzialności i zawierania kompromisów. Partie tzw. koalicji weimarskiej (Socjaldemokratyczna Partia Niemiec, Niemiecka Partia Centrum i Niemiecka Partia Demokratyczna) utworzyły pierwszy rząd republiki podczas obrad zgromadzenia narodowego uchwalającego konstytucję. Jednak podczas pierwszych wyborów do Reichstagu w 1920 utraciły większość głosów i już nigdy jej nie odzyskały. W ciągu 14 lat doszło do 20 zmian gabinetu, 11 gabinetów mniejszościowych było zależnych od prezydenta i rządziło za pomocą dekretów na podstawie artykułu 48, rozdział 1 konstytucji weimarskiej (tzw. dyktatura prezydencka). W Reichstagu zasiadało przeważnie 17 partii; rzadko mniej niż 11.
Młoda demokracja od samego początku musiała się zmagać z następującymi problemami:
- administracja i wymiar sprawiedliwości rekrutowały się z urzędników Cesarstwa. Zrezygnowano z gruntownej demokratyzacji aparatu, jedynie największy kraj związkowy – Prusy – stanowił tutaj pewien wyjątek. Wielu sędziów orzekało, kierując się kryteriami politycznymi. Prawicowi podsądni mogli liczyć na łagodniejsze wyroki niż ci o poglądach lewicowych, na co zwracał już uwagę współczesny statystyk Emil Julius Gumbel.

- w pakcie Eberta-Groenera dowództwo sił zbrojnych podporządkowało się nowemu rządowi i zagwarantowało mu wsparcie przeciwko radykalnym lewicowym rewolucjonistom. Późniejsza Reichswehra pod dowództwem generała Hansa von Seeckta uwolniła się jednak od demokratycznej kontroli i egzystowała niezależnie jako „państwo w państwie”.

- I wojna światowa pozostawiła po sobie ekonomiczne i społeczne obciążenia, które tylko częściowo zostały złagodzone prowadzoną polityką socjalną. Szczególnie reparacje wojenne ustalone w traktacie wersalskim okazały się być obciążeniem psychologicznym i dostarczały amunicji nacjonalistycznym przeciwnikom republiki.

## Rozwój republiki
Historię republiki od czasu jej powstania można podzielić na trzy etapy:
- w latach kryzysu 1919–1923 republika walczyła z bezpośrednimi skutkami wojny, hiperinflacją i próbami obalenia państwa,
- podczas „pięciu tłustych lat” 1924–1929 republika osiągnęła pewną stabilność polityczną i gospodarczą oraz uznanie Niemiec w polityce zagranicznej,
- wielki kryzys 1930–1933 oraz wzrost wpływów narodowego socjalizmu doprowadziły do agonii i upadku republiki.

### Powstanie republiki (1918–1919)

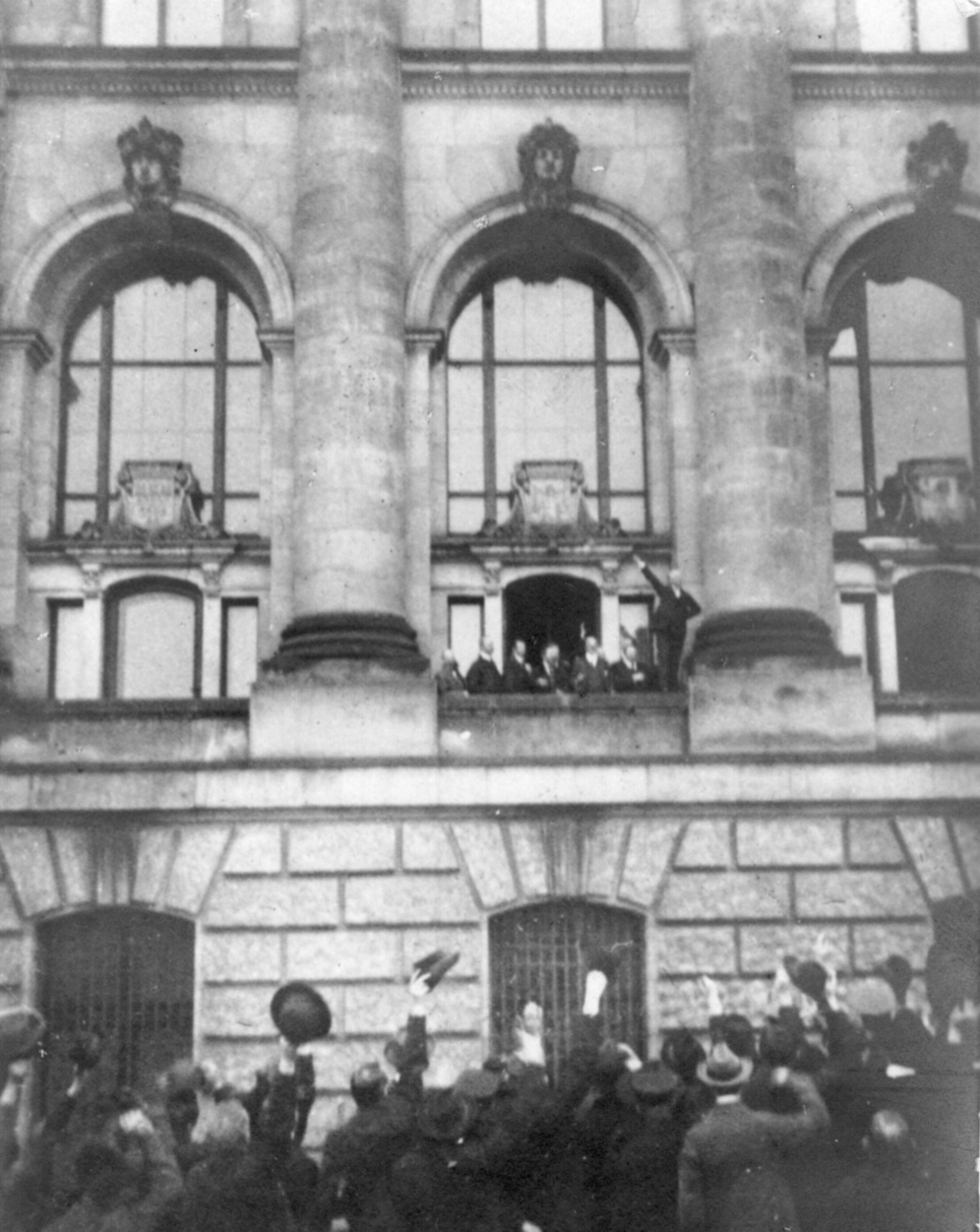
Philip Scheidemann proklamuje republikę z okna gabinetu kanclerskiego

Powstanie republiki ma bezpośredni związek z wybuchem rewolucji listopadowej pod koniec I wojny światowej. Ostatni rząd Cesarstwa kierowany przez księcia Maxa von Badena przeprowadził próbę wprowadzenia rozwiązań parlamentarnych do konstytucji Rzeszy w celu uzyskania lepszych warunków zawarcia pokoju z państwami ententy. Podjęcie reform mających doprowadzić do demokracji parlamentarnej w Niemczech było warunkiem państw ententy, a w szczególności prezydenta USA Woodrowa Wilsona, rozpoczęcia negocjacji pokojowych. W swej odpowiedzi na niemiecką propozycję rozejmu prezydent stwierdził, że nie rozmawia się o warunkach zawarcia pokoju z militarystami i monarchistycznymi autokratami, a odrzucenie warunku doprowadzi do kapitulacji Niemiec. Decyzja dowództwa marynarki cesarskiej o próbie doprowadzenia do jeszcze jednej bitwy z Royal Navy, podjęta już po wysłaniu prośby o rozejm, spowodowała bunt marynarzy w Kilonii i rewolucję listopadową, która przypieczętowała los Cesarstwa.
9 listopada 1918 Max von Baden ogłosił abdykację cesarza Wilhelma II i powierzył urząd kanclerza Friedrichowi Ebertowi. Tego samego dnia Philipp Scheidemann proklamował republikę demokratyczną, czym wyprzedził o dwie godziny lewicowych radykałów Karla Liebknechta, którzy proklamowali republikę socjalistyczną. Rada Komisarzy Ludowych, tymczasowy rząd złożony z przedstawicieli SPD i USPD, zapewniła sobie poparcie nowego naczelnego dowództwa sił zbrojnych pod dowództwem Wilhelma Groenera (pakt Eberta-Groenera) i rozpoczęła działania zmierzające do szybkiego przeprowadzenia wyborów do zgromadzenia narodowego, które miało uchwalić nową konstytucję. Z drugiej zaś strony sceny politycznej powstała Rada Wykonawcza, złożona z bardziej lewicowo nastawionych członków USPD. Obie te Rady spierały się w dążeniach do władzy, z tym, że ta druga pragnęła wprowadzenia republiki socjalistycznej pod rządami rad robotniczych na wzór rosyjski.
W grudniu 1918 Rada Komisarzy Ludowych podjęła decyzję, bardziej po myśli polityków SPD, o zwołaniu Powszechnego Kongresu Rad Robotniczo-Żołnierskich w Berlinie, który obradował w dniach od 16 do 21 grudnia. Na kongresie tym ustalono, że jedynym legalnym organem wykonawczym pozostaje Rada Komisarzy Ludowych. Odrzucono pomysł przejęcia władzy przez rady robotniczo-żołnierskie forsowany przez USPD. Większością 400 głosów przeciwko 50 delegaci ustalili datę pierwszych demokratycznych wyborów na 19 stycznia następnego roku. To zwycięstwo socjaldemokratów (SPD) wywołało sprzeciw skrajnej lewicy oraz polityków USPD, którzy na znak protestu odmówili wzięcia udziału w wyborach do nowego organu wykonawczego – Rady Centralnej i tym samym spowodowali postępujące odsuwanie ich partii na margines polityczny.
Jeszcze w tym samym miesiącu doszło do krwawych starć na ulicach miast, głównie Berlina, gdzie odmówiono wypłacania żołdu marynarzom przybyłym do stolicy z Cuxhaven, co spowodowało ich opór i okupację linii telefonicznych oraz budynków rządowych. Jedynie gwałtowna reakcja Rady Centralnej, która nakazała wojsku rozprawienie się z rewolucjonistami doprowadziła do zakończenia starć pomyślnie dla demokracji. Te wydarzenia były jednak tylko przygrywką do tego, co stało się kilka dni później, w styczniu 1919 r.
4 stycznia Rada Centralna zdymisjonowała Emila Eichhorna – prezydenta berlińskiej policji z lewego ramienia USPD, gdyż ten tworzył z policji centrum władzy nielojalne wobec rządu. Odmówił on jednak przyjęcia dymisji i spowodował bunt Związku Spartakusa oraz powstałej ze zbuntowanych członków USPD Komunistycznej Partii Niemiec (KPD). Wieczorem 5 stycznia rozpoczęło się powstanie Spartakusa w przygotowaniach do którego uczestniczył m.in. Eichhorn. Powstańcy zajęli ważniejsze redakcje gazet i 6 stycznia ogłosili, że rząd socjaldemokratów jest nielegalny. W tej sytuacji Rada Centralna mianowała Gustava Noskego dowódcą wojsk rządowych. Noske od razu sprowadził do Berlina lojalne pułki oraz oddziały Freikorpsu. Dał rozkaz odbić ulice Berlina i spacyfikować powstańców. W wyniku styczniowych potyczek zginęło 156 osób, 15 stycznia Freikorpsy zamordowały Karla Liebknechta oraz Różę Luksemburg, co doprowadziło do sparaliżowania KPD.
W marcu 1919 doszło do nowych walk w Berlinie. Wzburzenie ludności, strajk generalny, napięcie polityczne, akcje prawicy i nieudolność rządu – wszystko to doprowadziło stolicę Rzeszy do stanu wrzenia. Już 3 marca wieczorem doszło do wymiany ognia, a 4 marca rano na Alexanderplatz tłum starł się z wojskiem, zabijając oficera. Do miasta zaczęły wchodzić pierwsze jednostki. Rada robotnicza Berlina odcięła się od akcji zbrojnych, nawet komuniści rozrzucali ulotki wzywające do spokoju, ale walki rozwijały się spontanicznie. Miasto pokryło się siecią barykad. 15 marca Noske ogłosił:

Okrucieństwa i bestialstwa popełniane przez spartakusowców zmusiły mnie do wydania następującego rozkazu: każdego schwytanego z bronią w ręku w walce przeciwko oddziałom rządowym należy natychmiast rozstrzeliwać

Rozkazy te dały natychmiastowe następstwa – walki ustały jeszcze tego samego dnia a 13 marca umilkły ostatnie strzały. Mimo to rozkazu Noskego nie cofnięto. Utrzymano go w mocy tak długo, aż stolica została spacyfikowana. Rozstrzeliwano nie tylko pojmanych z bronią. Wystarczyła nieraz denuncjacja, by zginąć przed oddziałem egzekucyjnym. Uparcie tropiono przywódców. W dniu 16 marca Noske uznał, że zaprowadzono porządek i odwołał stan wyjątkowy. Freikorpsy, mające poparcie części ludności, dysponujące większymi siłami oraz lepszą organizacją, doszczętnie rozbiły przeciwnika i dokonały skutecznej tym razem pacyfikacji, zabijając w ciągu dwóch tygodni około 1370 osób.

#### Konstytucja

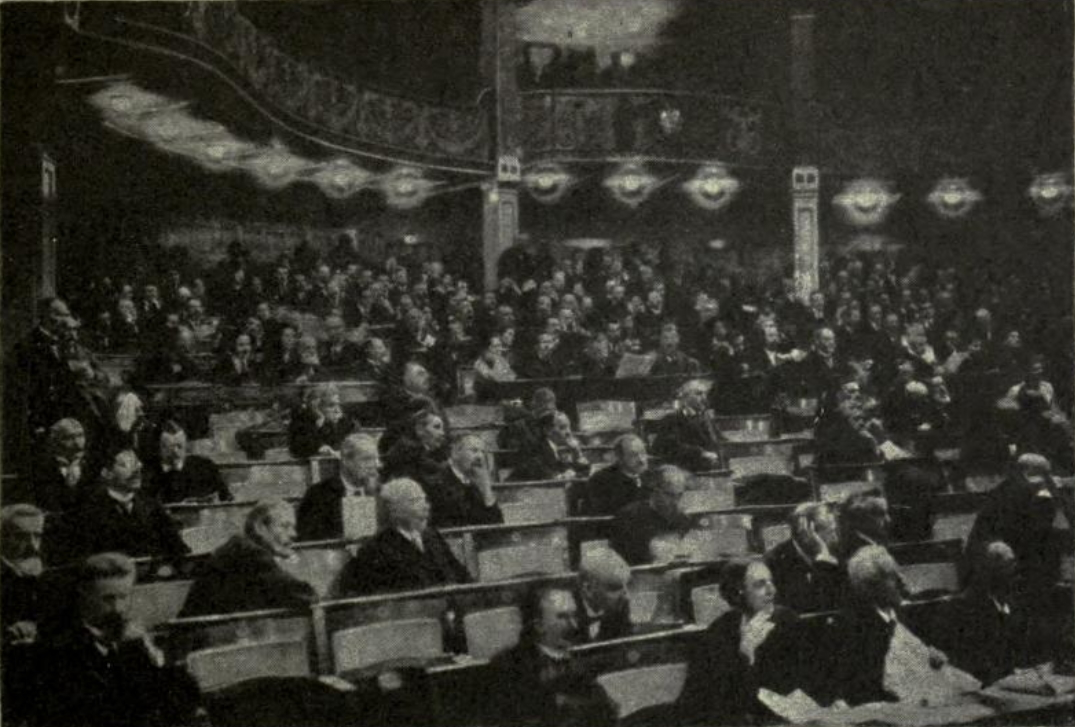
Zgromadzenie Narodowe podczas prac nad konstytucją

Wybory do Zgromadzenia Narodowego odbyły się 19 stycznia 1919. Zgromadzenie zebrało się po raz pierwszy 6 lutego w Weimarze. Wybrano to miasto ze względu na niepokoje w Berlinie, które mogły zagrażać bezpieczeństwu i niezależności deputowanych. Głównym zadaniem zgromadzenia było wypracowanie i uchwalenie konstytucji wprowadzającej w sposób legalny ustrój demokratyczny.
Istotny wkład do projektu nowej konstytucji wniósł lewicowy liberał i późniejszy minister spraw wewnętrznych Hugo Preuß. Jeszcze podczas wojny przedstawił on propozycję modyfikacji obowiązującej wówczas konstytucji Rzeszy i przez to uchodził za przeciwnika państwa autorytarnego i zdeklarowanego demokratę. W uzasadnieniu swojego projektu napisał:

Lud niemiecki zamienić na zdolny do samookreślenia naród niemiecki, po raz pierwszy w niemieckiej historii zrealizować podstawową zasadę: władza państwowa należy do narodu – oto jest myśl przewodnia niemieckiej konstytucji z Weimaru…”

Ta wypowiedź pokazuje, jakie nadzieje pokładano w nowym ustroju państwa i jego konstytucji.
Projekt wywołał jednak ożywione dyskusje pomiędzy rozmaitymi obozami politycznymi, ponieważ prawie wszystkie elementy polityczne dawnego Cesarstwa traciły znaczenie, przez co nowa konstytucja przedstawiała sobą bardzo głęboką cezurę historyczną.

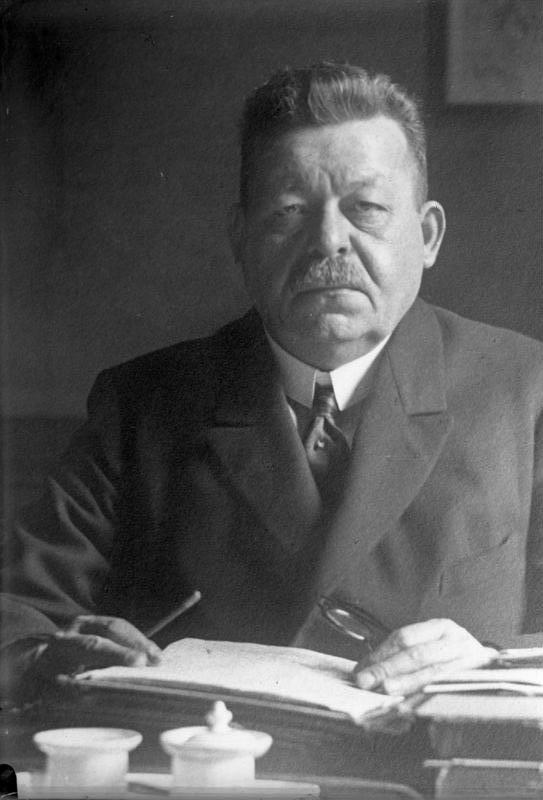
Friedrich Ebert – pierwszy prezydent i jeden z twórców Republiki Weimarskiej

11 lutego 1919 odbyły się pierwsze w historii Niemiec wybory prezydenckie, podczas których Zgromadzenie Narodowe wybrało przeważającą większością głosów 277 spośród 379 oddanych Friedricha Eberta. Jego konkurent, przewodniczący DNVP Arthur von Posadowsky-Wehner pochodzący ze śląskiej szlachty otrzymał jedynie 49 głosów. Po wyborze Ebert wygłosił mowę, która została serdecznie przyjęta wśród zgromadzonych. Powiedział między innymi:

Zamierzam i będę działać w imieniu całego narodu niemieckiego, a nie tylko w imieniu własnej partii. (…) Wyznaję jednak, że jestem synem klasy robotniczej… dorastałem w świecie idei socjalizmu, i że nigdy nie wyprę się swego pochodzenia ani moich przekonań. Powierzając mi najwyższy urząd w wolnym państwie niemieckim, nie zamierzaliście tworzyć jednopartyjnej władzy. Ale tym wyborem uznaliście nieprawdopodobną przemianę, która dokonała się w naszym państwie, a równocześnie także ogromne znaczenie klasy robotniczej dla przyszłości.

31 lipca 1919 konstytucja została przyjęta w swojej ostatecznej formie, a 11 sierpnia podpisana przez prezydenta Friedricha Eberta. Rząd uznał ten dzień za święto narodowe.
Konstytucja miała wprawdzie charakter demokratyczny, była jednak przez wielu traktowana jako wypracowany przez przeciwne sobie obozy kompromis, co utrudniało identyfikację z konstytucją. Z drugiej strony konstytucja wprowadzała regulacje, które miały zapobiegać próbom jej obalenia. Już od początku rozmów nad konstytucją pojawił się lęk o przeistoczenie demokracji parlamentarnej w tzw. absolutyzm parlamentarny polegający na ciągłym powiększaniu władzy Reichstagu. Dlatego ojcowie konstytucji starali się znaleźć coś, co mogło przeciwstawić się rozrostowi władzy posłów. Tym czymś ustanowili prezydenta. Jednak to rozwiązanie nie było idealne, ponieważ mogło dojść do wyboru prezydenta wrogiego nowemu ustrojowi i działającemu przeciw niemu, jednak w zgodzie z konstytucją.
Artykuł 25. konstytucji daje prezydentowi przyzwolenie na rozwiązanie Reichstagu, z zastrzeżeniem, że nie może go rozwiązać kilka razy z jednego powodu. Tę regułę łatwo było obejść, formułując powód w inny sposób. Nowe wybory miały wtedy odbywać się najpóźniej 60. dnia od dnia rozwiązania. Ten czas jednak można było przedłużać, przedstawiając coraz to nowe przyczyny.
Kolejny pozornie kontrowersyjny artykuł konstytucji to artykuł 48. Na jego mocy prezydent mógł wprowadzić stan wyjątkowy w Rzeszy lub jednym z małych państw, jeśli ono nie spełnia swoich obowiązków. W czasie trwania takiego stanu możliwe jest zawieszenie praw zasadniczych mówiących o wolności obywatelskiej. Jednak chęć wprowadzenia przez prezydenta takiego stanu musiała znaleźć poparcie wśród posłów Reichstagu. Artykuł mówi, że Zarządzenia winny być uchylone na żądanie Reichstagu. Można było to stwierdzenie obejść, rozwiązując parlament na mocy artykułu 25. i zatrzymać stan wyjątkowy do czasu kolejnych wyborów.
W końcowej fazie republiki, gdy niemożliwym było zawieranie jakichkolwiek kompromisów przez partie, co spowodowane było wieloma różnymi ideologiami w Reichstagu, bez konkretnej dominującej w parlamencie często pojawiały się rządy prezydenckie, które prezydent powoływał na mocy artykułu 53. powiązanego z 54., a które wotum zaufania uzyskiwały najczęściej dzięki neutralności SPD. Doprowadziło to do licznych konfliktów rząd–parlament i kilka razy spowodowało rozwiązanie parlamentu.

### Lata kryzysu (1920–1923)

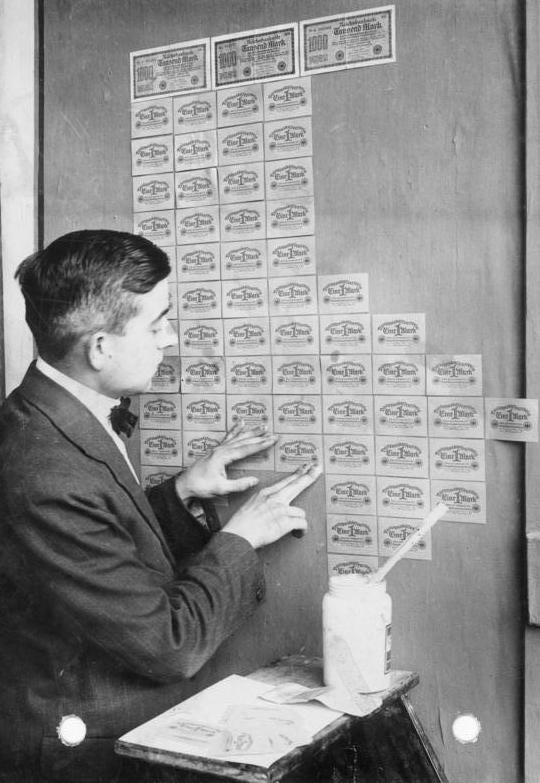
Mężczyzna tapetujący ścianę bezwartościowymi banknotami w czasie hiperinflacji

Od swego zarania młoda republika była obiektem ataków skrajnej prawicy i lewicy. Lewica zarzucała socjaldemokratom zdradę ideałów ruchu robotniczego z powodu współpracy z dawnymi elitami. Prawica obciążała twórców republiki odpowiedzialnością za klęskę w pierwszej wojnie światowej.
Pucz Kappa w marcu 1920 poddał republikę pierwszej próbie. Freikorps dowodzony przez generała Walthera von Lüttwitza zajął berlińską dzielnicę rządową i mianował Wolfganga Kappa kanclerzem Rzeszy. Legalny rząd wycofał się początkowo do Drezna, a potem do Stuttgartu i stamtąd wezwał do strajku generalnego przeciwko puczystom. Próba przewrotu nie powiodła się. Decydujące okazało się stanowisko biurokracji ministerialnej, która odmówiła wypełniania zarządzeń Kappa. Reichswehra zachowała się wyczekująco. Jak wyraził to Hans von Seeckt: „Reichswehra nie strzela do Reichswehry”.
Prawie równocześnie z puczem Kappa-Lüttwitza rozpoczął się komunistyczny bunt w Zagłębiu Ruhry, krwawo stłumiony przez wojsko i Freikorps. Także późniejsze bunty w środkowych Niemczech, w Turyngii i Hamburgu utopiono we krwi.
16 kwietnia 1922 zawarty został między Niemcami a Rosją Radziecką układ w Rapallo, który przewidywał współpracę dyplomatyczną, gospodarczą i wojskową oraz rezygnację z wypłat reparacji. Układ ten został negatywnie odebrany przez mocarstwa zachodnie, a zwłaszcza Francję. 24 czerwca 1922 skrajnie prawicowi oficerowie z Organizacji Consul zamordowali odpowiedzialnego za układ ministra spraw zagranicznych Waltera Rathenaua. Był on jednym z najważniejszych polityków biorących udział w budowaniu republiki, a także jednym z nielicznych intelektualistów, wokół którego zachodziły procesy integracji. Terrorystyczny zamach doprowadził do ciężkiego wewnętrznego i zewnętrznego kryzysu politycznego.
Zwłoka w spłacie reparacji wojennych doprowadziła na początku 1923 r. do okupacji Zagłębia Ruhry, co z kolei wpłynęło na powstanie ruchów separatystycznych w Nadrenii i Palatynacie. Ten bierny opór powodował ciągle rosnące koszty, które rząd próbował pokryć zwiększonym drukiem pieniądza. Gospodarcze straty spowodowane okupacją Zagłębia osiągnęły 3,5 do 4 miliardów marek w złocie. Wartość pieniądza papierowego spadała coraz szybciej. 3 września kurs dolara amerykańskiego wynosił niecałe 10 milionów marek, pod koniec miesiąca było to 160 milionów, niewiele później dolar kosztował już miliardy i biliony marek. Inflacja, która pojawiła się już podczas wojny, przerodziła się w hiperinflację. Dopiero wprowadzenie „rentenmarek” (1 rentenmarka = 1 bilion marek papierowych, przy kursie 4,20 marki za dolara) przez nowo wybranego kanclerza Gustava Stresemanna zatrzymało lawinę. Największymi ofiarami inflacji okazali się drobni ciułacze i emeryci. Posiadacze środków trwałych i przemysłowcy, którzy mogli spłacać kredyty tracącym wartość pieniądzem – zyskiwali. Także rolnicy nie mogli narzekać na inflację – wartość ich zadłużenia malała.
Bawaria awansowała do roli zbiorowiska sił prawicowo-konserwatywnych i narodowo-socjalistycznych, które żądały wyprowadzenia kraju z „marksistowskiego chaosu”. Rezygnacja z oporu przeciwko okupacji Zagłębia Ruhry posłużyła rządowi Bawarii jako pretekst do mianowania Gustava Rittera von Kahra generalnym komisarzem państwowym na mocy art. 48 republiki weimarskiej, wyposażonego w pełnomocnictwa dyktatorskie. Von Kahr i dowódca bawarskiego okręgu wojskowego Otto von Lossow odegrali dwuznaczną rolę w planowanym na wzór włoski przez Adolfa Hitlera 9 listopada 1923 puczu monachijskim. W odpowiedzi na próbę wprowadzenia prawicowej dyktatury, prezydent Ebert ogłosił stan wyjątkowy (art. 48, rozdział 2). Generał Hans von Seeckt, szef dowództwa sił zbrojnych, który sympatyzował z von Kahrem, mógł zapobiec egzekucji państwowej (art. 48, rozdział 1).

### 1924–1929

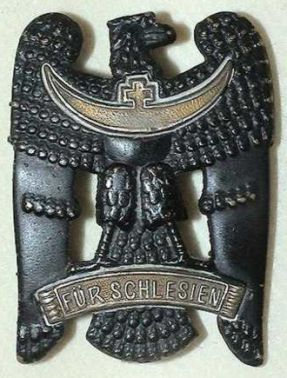
Schlesischer Adler – order zasługi Republiki Weimarskiej za walkę o Śląsk

Lata 1924–1929 nazwano Złotymi – Goldene Zwanziger. Mimo wszelkich napięć i konfliktów, młoda demokracja zdawała się odnosić coraz więcej sukcesów. Reforma walutowa i rosnące skutkiem wprowadzenia planu Dawesa strumienie amerykańskich kredytów, doprowadziły do względnej stabilizacji gospodarczej i politycznej. Przyczynił się do tego Stresemann pozostający w kolejnych rządach ministrem spraw zagranicznych, który wspólnie ze swoim francuskim kolegą Aristidem Briandem prowadził ostrożną politykę zbliżenia. Jednocześnie próbował osiągnąć kroczącą rewizję Traktatu Wersalskiego i ponownie uczynić z Niemiec równoprawnego partnera we wspólnocie międzynarodowej. Przyjęcie do Ligi Narodów i traktaty z Locarno były pierwszymi sukcesami na tej drodze. Układ berliński o przyjaźni i nieagresji zawarty w 1926 r. z Rosją Sowiecką miał w zamierzeniach ministra być odpowiedzią na, z jednej strony, obawy sowieckie, a z drugiej na krytykę wewnątrzniemiecką, co do zbyt mocnego i jednostronnego zaangażowania Niemiec na zachodzie. Następnymi krokami na drodze pojednania z niedawnymi przeciwnikami wojennymi były zawarcie traktatu Brianda-Kellogga (wyrzeczenie się wojny jako instrumentu polityki) i – mimo oporu prawicy, który doprowadził do referendum – akceptacja planu Younga – ostateczne rozwiązanie kwestii reparacji i warunek przedterminowego (względem postanowień traktatu wersalskiego) wycofania wojsk okupacyjnych z Nadrenii.
Również zawarcie umów gospodarczych z Węgrami, Rumunią i Bułgarią w 1927 wzmocniło akceptację republiki na arenie międzynarodowej.
W polityce wewnętrznej udało się wciągnąć do współrządzenia nastawioną początkowo wrogo do republiki Niemiecką Narodową Partię Ludową (DNVP). Wybór na prezydenta w 1925 r. marszałka Paula von Hindenburga, po śmierci Eberta (14,7 mln głosów, Wilhelm Marx 13,8 mln, Ernst Thälmann 1,9 mln), który przed wyborami zadbał o akceptację Wilhelma II, przyczynił się do stabilizacji. Jednak marszałek nie potrafił ukryć swoich skłonności do restauracji dawnych porządków, co przejawiało się np. w wydanym w 1926 r. rozporządzeniu dotyczącym flagi państwowej, w którym zezwalał niemieckim przedstawicielstwom za granicą na używanie państwowej flagi czarno-czerwono-złotej oraz dawnej czarno-biało-czerwonej flagi cesarstwa. Natomiast w 1926 r. wystąpił przeciwko projektowi przepisów wykonawczych do art. 48 konstytucji, które miały w pewnym stopniu ograniczyć uprawnienia prezydenta.
W sumie lata 1924–1929 były okresem względnej jedynie stabilizacji, podczas którego tylko dwa rządy dysponowały większością w parlamencie, a koalicje zawsze były zagrożone utratą większości. Żaden rząd nie przetrwał pełnej kadencji. Przejawem niestabilności było również to, że rząd częściowo opierał się na ustawie o dekretach. Partie nie poczuwały się do odpowiedzialności za wspólne dobro bardziej niż za swoją klientelę czy własny sukces. W tych latach występował deficyt w handlu zagranicznym, wyrównany krótkoterminowymi kredytami zagranicznymi, który doprowadził w późniejszym okresie do kryzysu gospodarczego, gdy nadszedł termin spłaty kredytów.
Już wtedy jednak wobec częściowego rozbrojenia modne w Niemczech stały się organizacje paramilitarne – Stahlhelm liczył w 1925 r. około 400 tys. członków, Zakon Młodoniemiecki – ok. 200 tys. Uchodźcy z terenów przejętych przez Polskę (tj. części Śląska, Pomorza i Wielkopolski) tworzyli organizacje odwetowe, organizowano tzw. Dni niemieckie (Deutsche Tage), wzywano do rewanżu.

### 1929–1933

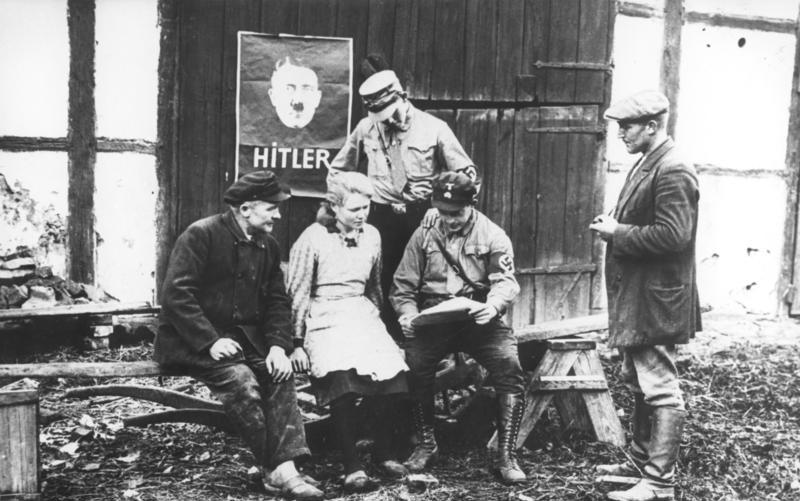
Członkowie NSDAP na tle plakatu propagandowego zachęcającego do głosowania na Adolfa Hitlera, lato 1932

Wszystkie nadzieje na długoterminową stabilizację niemieckiej demokracji okazały się płonne. Śmierć Gustava Stresemanna w październiku 1929 była początkiem końca republiki.
Antyrepublikańskie siły w DNVP skupione wokół medialnego potentata Alfreda Hugenberga przeforsowały swoje stanowisko. Hugenberg wspólnie z Adolfem Hitlerem i Franzem Seldtem z organizacji żołnierzy frontowych Stahlhelm zainicjowali przeprowadzenie referendum przeciwko planowi Younga. Referendum było wprawdzie nieważne, otworzyło jednak narodowym socjalistom drogę na salony konserwatywnej burżuazji.
Decydujące znaczenie dla radykalizacji polityki miał światowy kryzys gospodarczy, który dotknął Niemcy w większym stopniu niż inne państwa europejskie. Po krachu na Wall Street wiele krótkoterminowych kredytów zostało wycofanych z Niemiec, a rząd amerykański zaczął realizować protekcjonistyczną politykę celną (ustawa Smoota-Hawleya). W efekcie gospodarka niemiecka uległa zupełnemu rozpadowi. Skazana na własne zasoby niemiecka gospodarka pogrążyła się w głębokim kryzysie. Wskaźnik bezrobocia rósł w postępie geometrycznym. O ile w styczniu 1928 bezrobocie wynosiło ok. 1,8 mln, to pod koniec republiki w 1933 r. bez pracy pozostawało 6 mln osób. Wiele ludzi żyło na krawędzi egzystencji. W 1932 r. jeden na trzech pracowników był zarejestrowany jako bezrobotny, a na mocno uprzemysłowionych obszarach, jak Śląsk czy Zagłębie Ruhry, ów odsetek był jeszcze wyższy. Bezrobocie nigdy wcześniej nie było tak wysokie, nawet w najtrudniejszym okresie cięć stabilizacji. Pomiędzy 1928 a 1932 r. w największym centrum niemieckiego przemysłu, Berlinie, bezrobocie wzrosło ze 133 000 do 600 000 osób, w Hamburgu, mieście handlowym oraz porcie morskim, z 32 000 do 135 000, a w Dortmundzie, mieście przemysłowym położonym na obszarze Ren–Ruhra, z 12 000 do 65 000. Parlament, rząd i prezydent działali przeciwko sobie, co prowadziło do permanentnego kryzysu rządowego. Wybory i kryzysy gabinetowe następowały coraz szybciej po sobie, na czym korzystały radykalne partie, przede wszystkim NSDAP, zdobywające coraz większe poparcie.
W marcu 1930 z powodu różnic poglądów na kwestię niewielkiego zwiększenia składek na ubezpieczenie bezrobotnych rozpadła się koalicja kierowana przez socjaldemokratę Hermanna Müllera. Prezydent Hindenburg mianował kanclerzem polityka centrum Heinricha Brüninga, który powołał rząd mniejszościowy, zależny od zaufania prezydenta. Do takiej decyzji doprowadziły brak zdolnego do działania rządu, jak również niemożliwość osiągnięcia porozumienia przez partie. Sądzono jednak, że nie wyczerpano jeszcze wszystkich możliwości negocjacji. Wymieniono ministrów z SPD, co wskazywało na oczekiwany przez prezydenta zwrot na prawo. W skład nowego gabinetu weszli znani politycy z Reichstagu, tacy jak były kanclerz Joseph Wirth z Partii Centrum, Hermann Dietrich z Partii Demokratycznej (w lipcu 1930 r. przemianowanej na Partię Państwową), Martin Schiele z DNVP, Julius Curtius z Partii Ludowej oraz Johann Viktor Bredt z Partii Ekonomicznej.
Heinrich Brüning planował zmienić konstytucję, zmniejszając uprawnienia Reichstagu oraz łącząc urzędy kanclerza Rzeszy i ministra-prezydenta Prus w swych rękach, tym samym pozbawiając socjaldemokratów ich dominującej pozycji w największym kraju związkowym. Brüning nie cieszył się dostatecznym poparciem Hindenburga, żeby wcielić swe pomysły w życie. Brüning zaczął również ograniczać prawa demokratyczne oraz swobody obywatelskie.
Dekrety nadzwyczajne promulgowane 5 czerwca i 6 października 1931 r., na wiele sposobów zmniejszyły świadczenia dla bezrobotnych. Brüning skrócił okres, przez który można było je pobierać i narzucił sprawdzanie zasadności roszczeń w znacznie większej liczbie przypadków. W obliczu odpływu zagranicznych funduszy z niemieckiej gospodarki wiosną oraz latem 1931 r., spłaty reparacji, a także inne międzynarodowe ruchy kapitału, zostały zawieszone przez Moratorium Hoovera ogłoszone 20 czerwca 1931 roku.
Brüning pragnął uzdrowienia finansów państwa, w tym celu złożył projekt ustawy o gwarancjach finansowych, przy czym ustawa zawierała także specjalny podatek na rzecz gmin. Wywołało to sprzeciw wśród partii, zwłaszcza SPD i DNVP, które nie mogły zaakceptować odprowadzania podatku, i tym samym wspierania określonej grupy ludzi. Druga część ustawy została odrzucona głosami SPD, KPD, NSDAP i niektórych posłów DNVP. W tej sytuacji rząd wprowadził ustawy z pominięciem Reichstagu w formie zarządzenia wyjątkowego w porozumieniu z prezydentem. Na wypadek odrzucenia przez parlament zarządzenia wyjątkowego, do czego, według konstytucji miał prawo, kanclerz miał w teczce dyspozycję rozwiązania parlamentu przygotowaną przez prezydenta. Jednak parlament nie mógł zgodzić się na przyjęcie zarządzenia wyjątkowego, przez co został rozwiązany.
Nowe wybory odbyły się 14 września 1930 i dały narodowym socjalistom poważny wzrost – stali się drugą partią w parlamencie, przechodząc z 2,6% (12 miejsc) na 18,3% głosów (107 miejsc). Partia Centrum, główna siła wyborcza stojąca za rządem Brüninga, zwiększyła liczbę swoich głosów z 3,7 mln do 4,1 mln, a co za tym idzie zwiększyła także liczbę miejsc w Reichstagu, z 62 do 68. Główni przeciwnicy Brüninga, socjaldemokraci, zanotowali spadek ze 153 do 143 miejsc, ale nadal byli największym ugrupowaniem w zgromadzeniu ustawodawczym. Koalicja zaczęła się rozmywać, a Reichstag stawał się coraz bardziej forum agitacji prawicowych i lewicowych przeciwników republiki.
Zaufanie do demokracji i republiki spadało w niepohamowanym tempie. Republikę obwiniano o doprowadzenie do złej sytuacji gospodarczej. Wołania o „silnego człowieka”, który doprowadzi Rzeszę do dawnej potęgi, były coraz głośniejsze.
Naprzeciw tym żądaniom wychodzili szczególnie narodowi socjaliści, którzy przy pomocy umiejętnej propagandy i skupieniu uwagi na osobie Hitlera sugerowali, że taki „silny człowiek” istnieje. Potrafili pozyskiwać masy poprzez organizowanie olbrzymich imprez i stosowanie najnowszych technik walki wyborczej, np. konsekwentne odwoływanie się do emocji. Ataki Hitlera kierowały się przeciwko wszystkiemu, co łączyło się z „układem weimarskim”: od systemu partyjnego, składającego się z wielu małych partii i odłamów po demokratyczno-parlamentarną podstawę ustroju.
Ale nie tylko prawica była coraz silniejsza. Przyjaźnie nastawieni do republiki socjaldemokraci, w przeciwieństwie do liberałów, nie tracili głosów. Komunistyczna Partia Niemiec (KPD) zyskiwała za to poparcie i stawała się istotną siłą w parlamencie i na ulicy. Już od dawna walka toczona była nie tylko metodami politycznymi, niektóre wydarzenia nosiły wszelkie znamiona wojny domowej. Poczynając od narodowych socjalistów, partie organizowały swoje siły bojowe, NSDAP: Oddziały Szturmowe SA, Sztafety Ochronne SS, KPD: Czerwony Związek Bojowników Frontowych, ale także socjaldemokraci: Reichsbanner Schwarz-Rot-Gold (zwany później Eiserne Front). Chaotyczne sceny przemocy dodawały narodowym socjalistom poparcia, mimo że często byli za nie odpowiedzialni, ale Hitler coraz częściej mógł wkraczać w bieg wydarzeń i przywracać porządek.
Aby ograniczyć wzrost poparcia skrajnych partii prawicowych, SPD w znacznym stopniu tolerowała oszczędnościowo-deflacyjną politykę Brüninga polegającą na redukcji wydatków socjalnych, która jednak w krótkiej perspektywie zaostrzyła jeszcze bardziej kryzys polityczny. 11 listopada 1931 nacjonalistyczna prawica zjednoczyła się pod szyldem Frontu harzburskiego. W odpowiedzi na to organizacje wierne republice utworzyły Eiserne Front.
Na rok 1932 wyznaczone były wybory prezydenta. Charakterystyczne dla sytuacji w republice było to, że żaden z kandydatów, Thälmann, Hitler czy Hindenburg, nie był demokratą. Partie środka, łącznie z SPD, popierały Hindenburga, aby zapobiec zwycięstwu Hitlera. Brüning po uchyleniu rozporządzenia o pomocy dla terenów na wschodzie, co było mocno krytykowane przez posiadaczy ziemskich, do których należał również Hindenburg, popadł w niełaskę u prezydenta. Wybory prezydenckie w 1932 r. wygrał ponowie Paul von Hindenburg, jednak Hitler w pierwszej i drugiej turze zajął drugie miejsce.
Latem 1932 wzmogły się krwawe demonstracje i starcia uliczne między partyjnymi bojówkami nazistów i komunistów, których ofiarą padały dziennie dziesiątki ludzi. Sytuacji nie zdołał uspokoić kanclerz Heinrich Brüning, który nie był w stanie wcielić w życie dekretu Rady Ministrów o rozwiązaniu SA, SS i innych paramilitarnych organizacji narodowych socjalistów. Bezradny był również kolejny niemiecki rząd kierowany przez Franza von Papena. W tej sytuacji w lipcu 1932 doszło do przedterminowych wyborów parlamentarnych. W wyborach tych NSDAP uzyskała rekordowe 37,4% poparcia, co uczyniło ją najsilniejszym stronnictwem w Reichstagu. Nie miała jednak wystarczającej większości, by samodzielnie rządzić. Ponieważ partiom nie udało się sformować koalicji, prezydent Hindenburg rozwiązał parlament i wyznaczył kolejne wybory na listopad 1932. Listopadowe wybory wygrała ponownie NSDAP, uzyskując jednak mniej głosów niż w lipcu – 33,1%. Większe poparcie zdobyła natomiast DNVP (10,7% zamiast 7,4%) oraz komuniści (16,9% zamiast 14,6%). Spadło poparcie dla partii katolickich i socjaldemokracji. Prezydentowi nie pozostało nic innego, jak udzielić dymisji rządowi Franza von Papena. Na jego miejsce powołał w grudniu 1932 generała Kurta von Schleichera. Nowy kanclerz nie chciał dopuścić do rządów nazistów ani komunistów. Kiedy zażądał od prezydenta kolejnego rozwiązania Reichstagu oraz zdelegalizowania NSDAP i KPD, Hindenburg 28 stycznia 1933 zdymisjonował go, a dwa dni później powołał nowy rząd z Adolfem Hitlerem na czele. Miał on charakter koalicyjny. W jego składzie znalazło się początkowo tylko trzech nazistów: poza samym kanclerzem byli to Hermann Göring, który został ministrem bez teki, i Wilhelm Frick, który objął tekę ministra spraw wewnętrznych. Reszta resortów została rozdzielona pomiędzy DNVP i kandydatów bezpartyjnych.

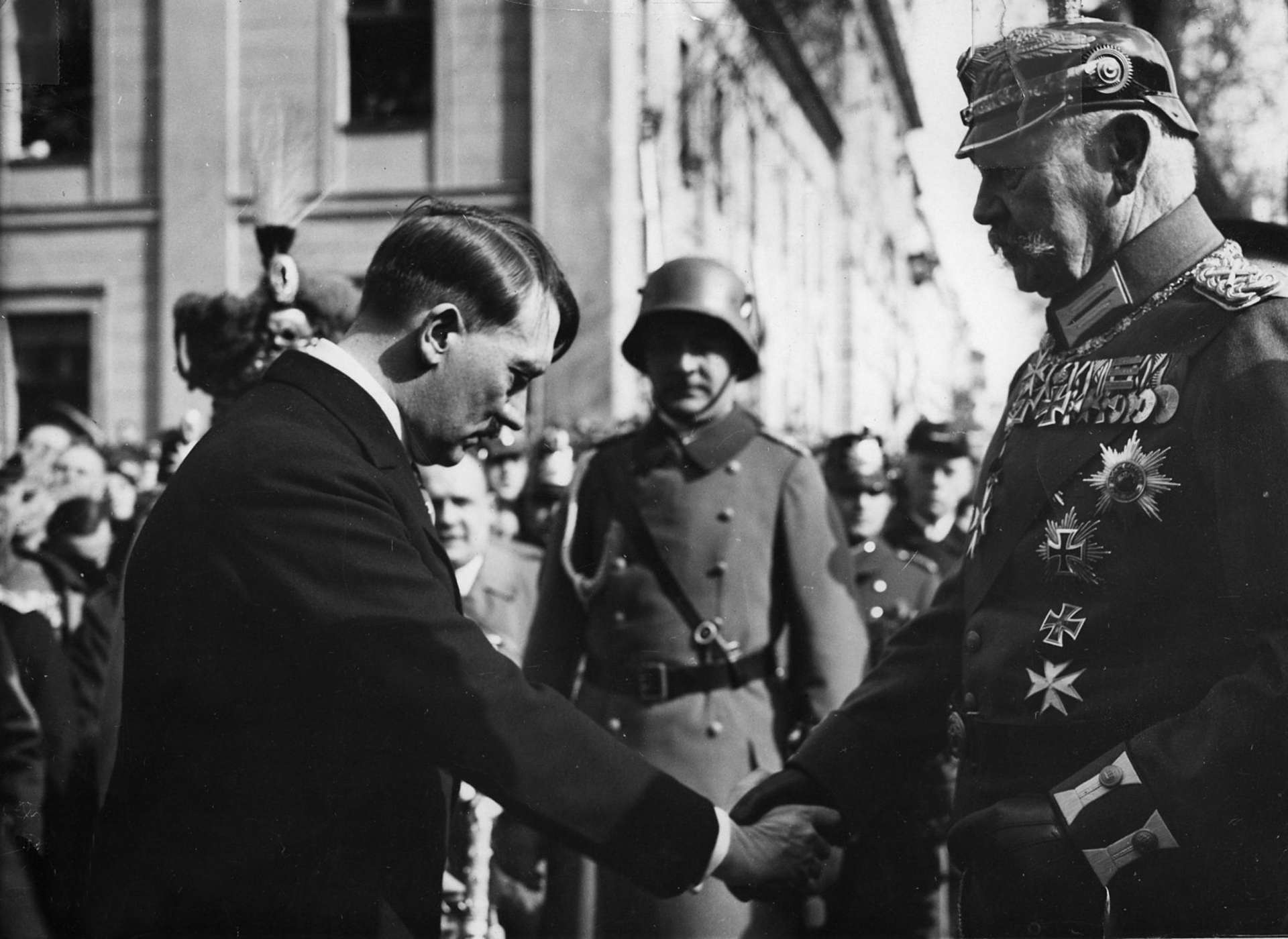
Spotkanie prezydenta Paula von Hindenburga i kanclerza Adolfa Hitlera w Poczdamie przed inauguracyjnym posiedzeniem nowo wybranego Reichstagu, 21 marca 1933

Hitlerowi udało się przekonać Hindenburga, aby ten ponownie rozwiązał parlament i rozpisał nowe wybory na marzec 1933. W międzyczasie doszło jednak do wydarzeń, które wstrząsnęły niemiecką sceną polityczną: w nocy z 27 na 28 lutego 1933 w niewyjaśnionych do dziś okolicznościach spłonął budynek Reichstagu. Narodowi socjaliści oskarżyli o jego podpalenie holenderskiego komunistę Marinusa van der Lubbego, ujętego na miejscu zdarzenia oraz prominentnych działaczy partii komunistycznej: Ernsta Torglera (przewodniczącego frakcji KPD w Reichstagu) oraz członków Kominternu, Bułgarów: Georgiego Dimitrowa (późniejszego sekretarza generalnego Kominternu (1934–1943) i po II wojnie światowej komunistycznego premiera Bułgarii), Błagoja Popowa i Wassila Tanewa. Niezależnie jednak od tego, jaka była prawdziwa przyczyna pożaru i kto był jego faktycznym sprawcą, było to wydarzenie ze wszech miar korzystne dla nazistów. Pożar Reichstagu dał bowiem NSDAP pretekst do dalszej radykalizacji poglądów oraz użycia aparatu przymusu przeciwko komunistom i szeroko pojętej lewicy. Prezydent Hindenburg został nakłoniony przez Hitlera do wydania już 28 lutego w trybie art. 48 konstytucji weimarskiej dekretu „O ochronie narodu i państwa” (niem. Verordnung zum Schutz von Volk und Staat), który zawieszał podstawowe prawa i wolności obywatelskie, m.in. tajemnicę korespondencji, wolność zgromadzeń, wolność prasy, nietykalność osobistą obywateli i ich mieszkań. Służby policyjne otrzymały niezwykle szerokie uprawnienia, w tym możliwość stosowania tzw. „aresztu prewencyjnego”, czyli zatrzymywania i więzienia bez konkretnej przyczyny. Jeszcze tej samej nocy skonfiskowana została cała komunistyczna prasa. W Berlinie aresztowano 1500 członków KPD – w tym wszystkich deputowanych komunistycznej frakcji parlamentarnej Reichstagu. Policji nie udało się jednak pojmać przywódców partii, którzy odbywali tajną naradę w nieznanym miejscu. Ponieważ Marinus van der Lubbe w złożonych przez siebie w toku śledztwa wyjaśnieniach stwierdził, że utrzymywał kontakty także z SPD, również socjaldemokraci padli ofiarą nazistowskich represji.

### Koniec Republiki Weimarskiej (1933–1934)
W wyborach do Reichstagu w marcu 1933 ponownie zwyciężyli naziści, zdobywając aż 43,9% głosów. Po wyborach nowo wybrani deputowani KPD nie zostali dopuszczeni do udziału w pracach Reichstagu, a 15 marca 1933, jeszcze przed pierwszym posiedzeniem, ich mandaty zostały unieważnione. Tego samego dnia w Poczdamie miała miejsce proklamacja powstania III Rzeszy przez Adolfa Hitlera. Rząd hitlerowski specjalnym rozporządzeniem wydanym na podstawie prezydenckiego dekretu o ochronie narodu i państwa wprowadził zakaz używania symboli Republiki Weimarskiej, w tym czarno-czerwono-żółtej flagi państwowej i przywrócił czarno-biało-czerwoną flagę Cesarstwa Niemieckiego (II Rzeszy) sprzed 1919 roku jako jedną z dwóch flag nowego państwa niemieckiego, które miały być odtąd wywieszane obok siebie – tą drugą stała się flaga NSDAP ze swastyką, co miało symbolizować zespolenie starej tradycji państwowej z ruchem nazistowskim. 21 marca w poczdamskim kościele garnizonowym odbyło się posiedzenie Reichstagu bez udziału socjaldemokratów i komunistów, transmitowane przez radio na całe Niemcy, na którym prezydent Paul von Hindenburg powierzył przywódcy NSDAP misję utworzenia nowego rządu. Zwycięska NSDAP utworzyła koalicję z DNVP i w ten sposób mogła swobodnie rządzić bezwzględną większością 340 deputowanych (po unieważnieniu mandatów komunistów parlament liczył 566 deputowanych zamiast pierwotnych 647). Hitler nie zamierzał jednak na tym poprzestać. W jego planach było skupienie pełni władzy w swoich rękach poprzez uchwalenie tzw. „Ustawy o pełnomocnictwach” (niem. Ermächtigungsgesetz), która zezwalałaby rządowi, a w rzeczywistości kanclerzowi, na uchwalanie ustaw bez udziału Reichstagu. Z pewnymi wyjątkami, ustawy takie mogłyby nawet odbiegać od konstytucji Republiki Weimarskiej. Aby przegłosować ustawę o pełnomocnictwach, naziści potrzebowali większości 2/3 głosów w Reichstagu, wymaganej do zmiany konstytucji. W celu jej osiągnięcia, poza wyeliminowaniem KPD, musieli uzyskać także poparcie partii centrowych, przede wszystkim katolickiej Partii Centrum. To właśnie od jej głosów de facto zależało przeforsowanie omawianej ustawy.
Głosowanie nad ustawą o pełnomocnictwach wyznaczono na 23 marca 1933. Na salę obrad nie wpuszczono części deputowanych SPD. Co więcej, Partia Centrum dysponująca 73 mandatami postanowiła zagłosować za przyjęciem ustawy razem z NSDAP i DNVP. Jej deputowanych zastraszano, a niektórzy obawiali się, iż w przypadku sprzeciwu zostaną zabici. Projekt Hitlera poparły także mniejsze ugrupowania – czy to z przekonania, czy z obawy o swoje bezpieczeństwo. W konsekwencji ustawę o pełnomocnictwach przyjęto przy 444 głosach za i 94 głosach przeciw, oddanych przez obecnych na sali deputowanych SPD. W ten sposób dyktatura nazistowska została prawnie usankcjonowana przez Reichstag. Kilka miesięcy później, 14 lipca 1933, rząd Hitlera przyjął ustawę zakazującą działalności wszystkich partii politycznych, z wyjątkiem NSDAP, a w kolejnych „wyborach”, które miały miejsce w listopadzie 1933, partia nazistowska zdobyła 92% głosów oraz wszystkie miejsca w parlamencie. Chociaż Reichstag formalnie funkcjonował aż do upadku III Rzeszy, był tylko organem fasadowym, pozbawionym realnej władzy. W ciągu następnych 12 lat swojego istnienia zwoływany był sporadycznie, wyłącznie w celu wysłuchania przemówień Hitlera lub jednomyślnego przyjęcia proponowanych przez niego projektów ustaw. Druga izba niemieckiego parlamentu, Reichsrat, została zlikwidowana 14 lutego 1934 na mocy ustawy „O zniesieniu Reichsratu” (niem. Gesetz über die Aufhebung des Reichsrats). Ustawa ta została uchwalona przez rząd Rzeszy, co było jawnym naruszeniem ustawy o pełnomocnictwach, która chociaż pozwalała rządowi na uchwalanie ustaw sprzecznych z konstytucją, to jednak jednocześnie w art. 2 wyraźnie zabraniała mu likwidowania którejkolwiek z izb parlamentu, a także instytucji rządu i prezydenta Rzeszy.

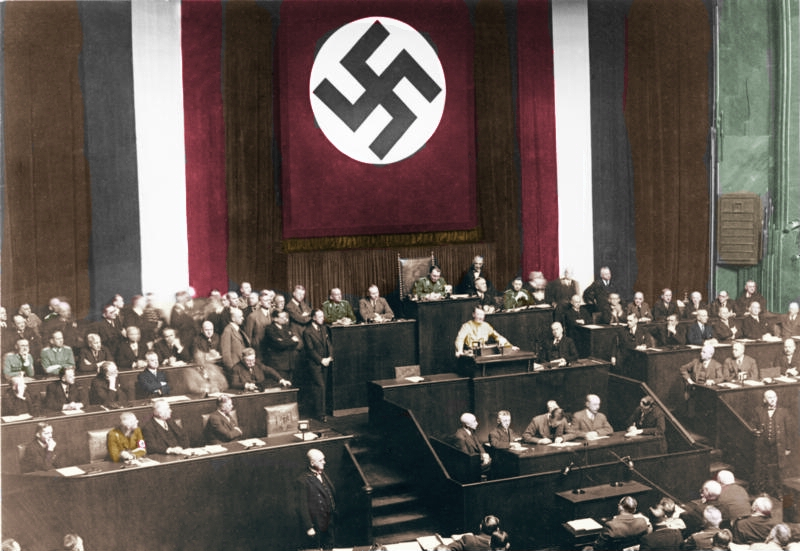
Adolf Hitler wygłasza przemówienie uzasadniające ustawę o pełnomocnictwach z mównicy Krolloper, która pełniła funkcję Reichstagu, 23 marca 1933 r. (prawdziwy budynek Reichstagu spłonął w nocy z 27 na 28 lutego 1933 r.)

Dyktatura wodza była nie do pogodzenia z tradycyjnie federacyjnym ustrojem terytorialnym Rzeszy. Dlatego też w krótkim czasie po objęciu władzy naziści przystąpili do procesu skrajnej centralizacji i unifikacji struktur państwowych, nazywanego też glajszachtowaniem (od niem. Gleichschaltung). 31 marca 1933 r. w tymczasowej ustawie o ujednoliceniu krajów z Rzeszą zarządzono rozwiązanie wszystkich parlamentów krajowych – Landtagów. Nowe składy powołano bez wyborów, proporcjonalnie do wyników głosowania w wyborach do Reichstagu, ale z wyłączeniem reprezentantów komunistów, co przeważnie dawało absolutną większość NSDAP. Tydzień później w drugiej ustawie o ujednoliceniu ustanowiono jako zwierzchnią władzę w krajach związkowych namiestników Rzeszy (niem. Reichsstatthalter), którymi zostawali z reguły miejscowi regionalni szefowie NSDAP – gauleiterzy. Wyjątek stanowił największy kraj związkowy – Prusy, gdzie obowiązki namiestnika przejął sam kanclerz. Ostateczna likwidacja federalizmu nastąpiła na mocy ustawy „O przebudowie Rzeszy” (niem. Gesetz über den Neuaufbau des Reichs), przyjętej przez Reichstag 30 stycznia 1934, która formalnie przekształciła państwo niemieckie z federacyjnego w unitarne. Dotychczasowe „suwerenne prawa” krajów związkowych, tzn. kompetencje zastrzeżone konstytucyjnie dla ich właściwości, przejęła Rzesza. Dawne kraje związkowe stały się odtąd zwykłymi jednostkami administracyjnymi. Rozwiązano ustanowione w marcu poprzedniego roku namiastki Landtagów, rządy krajowe zostały podporządkowane rządowi Rzeszy, a namiestnicy ministrowi spraw wewnętrznych. Rząd Rzeszy uzyskał również prawo „wydania nowej ustawy konstytucyjnej”, której ostatecznie nigdy nie wprowadzono. Przez cały okres istnienia III Rzeszy, aż do 1945 r., formalnie obowiązywała konstytucja weimarska. Nie miała ona już jednak żadnego praktycznego znaczenia.
1 sierpnia 1934, w obliczu zbliżającej się śmierci prezydenta Paula von Hindenburga, rząd Hitlera przyjął ustawę „O głowie państwa w Rzeszy Niemieckiej” (niem. Gesetz über das Staatsoberhaupt des Deutschen Reichs), która przewidywała, że po śmierci Hindenburga urząd prezydenta zostanie połączony z urzędem kanclerza, a jego uprawnienia przekazane wskazanemu w ustawie z imienia i nazwiska Adolfowi Hitlerowi jako wodzowi i kanclerzowi Rzeszy (niem. Führer und Reichskanzler). Działania te stanowiły kolejne naruszenie ustawy o pełnomocnictwach; niemniej jednak w praktyce nikt nie mógł ich zakwestionować, gdyż art. 2 nie przewidywał żadnych środków zaradczych w przypadku jakichkolwiek jego naruszeń, a istnienie jakiejkolwiek opozycji politycznej w tych warunkach było niemożliwe. Następnego dnia Hindenburg zmarł, a Hitler ogłosił, że zgodnie z nowym prawem przejął obowiązki prezydenta. Od tej pory stał się najwyższą instancją władzy, niepodlegającą jakiejkolwiek kontroli. To on teraz stanowił wszelkie normy, był źródłem prawa i w konsekwencji stał ponad prawem. Potwierdzeniem tego stanu rzeczy było zorganizowane 19 sierpnia w atmosferze terroru referendum, w którym 90% głosujących opowiedziało się za przekazaniem Hitlerowi obowiązków prezydenta. Stanowiło to ukoronowanie procesu budowy w Niemczech totalitarnego państwa faszystowskiego i zniszczenie ostatnich pozostałości Republiki Weimarskiej.

## Przywódcy republiki

### Kanclerze
1. Friedrich Ebert (SPD) 1918–1919
2. Philipp Scheidemann (SPD) 1919
3. Gustav Bauer (SPD) 1919–1920
4. Hermann Müller (SPD) 1920
5. Konstantin Fehrenbach (Partia Centrum) 1920–1921
6. Joseph Wirth (Partia Centrum) 1921–1922
7. Wilhelm Cuno 1922–1923
8. Gustav Stresemann (DVP) 1923
9. Wilhelm Marx (Partia Centrum) 1923–1925
10. Hans Luther 1925–1926
11. Wilhelm Marx (Partia Centrum) 1926–1928
12. Hermann Müller (SPD) 1928–1930
13. Heinrich Brüning (Partia Centrum) 1930–1932
14. Franz von Papen 1932
15. Kurt von Schleicher 1932–1933
16. Adolf Hitler (NSDAP) 1933

### Prezydenci
1. Friedrich Ebert (SPD) 1919–1925
2. Paul von Hindenburg 1925–1933

- Hans Luther (DVP) – tymczasowo po śmierci Eberta w 1925
- Walter Simons – tymczasowo po śmierci Eberta w 1925

## System prawny
System prawny Niemiec był w owym czasie postępowy, a niemiecka konstytucja była oparta w znacznej części na wzorach liberalnych demokracji, głównie Francji, Wielkiej Brytanii oraz USA i stała się wzorem dla konstytucji fińskiej, litewskiej, łotewskiej, estońskiej i hiszpańskiej. Niemieckie prawodawstwo gwarantowało wolność osobistą, równość wobec prawa, swobodę uczestnictwa w życiu społecznym, prawo zrzeszania się w formie związków i
stowarzyszeń, swobodę sumienia i wyznania oraz ochronę własności. Inni za swoistą ciemną plamę na tym uważają urzędowe uznawanie homoseksualizmu za chorobę i, w pewnych wypadkach, przestępstwo (w odróżnieniu np. od Polski, choć trzeba przyznać, iż np. Berlin uznawany był za nie tylko awangardowy i kulturalny ośrodek Europy, ale i tolerancji). Bardziej restrykcyjne prawo i represje w tym względzie występowały w RFN do 1969 r. (w NRD do 1968).
W Republice Weimarskiej zasądzana i wykonywana była kara śmierci. Tylko zdrada i morderstwo były zagrożone najwyższym wymiarem kary, a liczba egzekucji na rok w całym kraju nie przekraczała zazwyczaj od trzech do pięciu. Wyroki wykonywane były przez ścięcie na gilotynie (m.in. Bawaria, Wirtembergia, Lubeka, Hamburg, Saksonia i część Prus) oraz w niektórych miejscach (Berlinie) toporem. W pewnym momencie karze śmierci zaczęła się sprzeciwiać SPD. Najgłośniejszymi egzekucjami w okresie republiki były dwóch seryjnych morderców, Fritza Haarmanna w 1925 w Hanowerze oraz Petera Kürtena w 1931 w Kolonii.

## Podział administracyjny
W latach 1920–1929 państwo składało się z 18 krajów związkowych, których korzenie wywodzą się z czasów Cesarstwa Niemieckiego. Jedynie kraj związkowy Turyngia został utworzony w 1920 r. W 1934 r., za rządów Adolfa Hitlera, z krajów związkowych Mecklenburg-Schwerin i Mecklenburg-Strelitz utworzono jeden kraj związkowy Meklemburgia. W 1937 r. Lubeka stała się częścią Prus.
| \| Kraj \| Powierzchnia [km²] \| Liczba mieszk. \| Gęstość zaludn. \| Stolica \| \| ---------------------- \| ------------------ \| -------------- \| --------------- \| ----------- \| \| Anhalt \| 2 313,58 \| 351 045 \| 143 \| Dessau \| \| Badenia \| 15 069,87 \| 2 312 500 \| 153 \| Karlsruhe \| \| Bawaria \| 75 996,47 \| 7 379 600 \| 97 \| Monachium \| \| Brunszwik \| 3 672,05 \| 501 875 \| 137 \| Brunszwik \| \| Brema \| 257,32 \| 338 846 \| 1322 \| Brema \| \| Hamburg \| 415,26 \| 1 132 523 \| 2775 \| Hamburg \| \| Ludowa Republika Hesji \| 7 691,93 \| 1 347 279 \| 167 \| Darmstadt \| \| Lippe \| 1 215,16 \| 16 648 \| 135 \| Detmold \| \| Lubeka \| 297,71 \| 127 971 \| 430 \| Lubeka \| \| Meklemburgia-Schwerin \| 13 126,92 \| 674 045 \| 51 \| Schwerin \| \| Meklemburgia-Strelitz \| 2 929,50 \| 110 269 \| 38 \| Neustrelitz \| \| Oldenburg \| 6 423,98 \| 545 172 \| 85 \| Oldenburg \| \| Prusy \| 292 695,36 \| 38 175 986 \| 130 \| Berlin \| \| Saksonia \| 14 986,31 \| 4 992 320 \| 333 \| Drezno \| \| Schaumburg-Lippe \| 340,30 \| 48 046 \| 141 \| Bückeburg \| \| Turyngia \| 11 176,78 \| 1 607 329 \| 137 \| Weimar \| \| Waldeck \| ? \| ? \| ? \| Waldeck \| \| Wirtembergia \| 19 507,63 \| 2 580 235 \| 132 \| Stuttgart \| \| Terytorium Saary \| 1 910,49 \| 768 000 \| 402 \| Saarbrücken \| \| Rzesza Niemiecka \| 470 026,62 \| 63 156 689 \| 134 \| Berlin \| |                    |                |                 |             |
| Kraj | Powierzchnia [km²] | Liczba mieszk. | Gęstość zaludn. | Stolica     |
| Anhalt | 2 313,58           | 351 045        | 143             | Dessau      |
| Badenia | 15 069,87          | 2 312 500      | 153             | Karlsruhe   |
| Bawaria | 75 996,47          | 7 379 600      | 97              | Monachium   |
| Brunszwik | 3 672,05           | 501 875        | 137             | Brunszwik   |
| Brema | 257,32             | 338 846        | 1322            | Brema       |
| Hamburg | 415,26             | 1 132 523      | 2775            | Hamburg     |
| Ludowa Republika Hesji | 7 691,93           | 1 347 279      | 167             | Darmstadt   |
| Lippe | 1 215,16           | 16 648         | 135             | Detmold     |
| Lubeka | 297,71             | 127 971        | 430             | Lubeka      |
| Meklemburgia-Schwerin | 13 126,92          | 674 045        | 51              | Schwerin    |
| Meklemburgia-Strelitz | 2 929,50           | 110 269        | 38              | Neustrelitz |
| Oldenburg | 6 423,98           | 545 172        | 85              | Oldenburg   |
| Prusy | 292 695,36         | 38 175 986     | 130             | Berlin      |
| Saksonia | 14 986,31          | 4 992 320      | 333             | Drezno      |
| Schaumburg-Lippe | 340,30             | 48 046         | 141             | Bückeburg   |
| Turyngia | 11 176,78          | 1 607 329      | 137             | Weimar      |
| Waldeck | ?                  | ?              | ?               | Waldeck     |
| Wirtembergia | 19 507,63          | 2 580 235      | 132             | Stuttgart   |
| Terytorium Saary | 1 910,49           | 768 000        | 402             | Saarbrücken |
| Rzesza Niemiecka | 470 026,62         | 63 156 689     | 134             | Berlin      |